# Genevieve Padalecki
Pour les articles homonymes, voir Cortese.
Genevieve Nicole Padalecki, née Genevieve Nicole Cortese, le 8 janvier 1981 à San Francisco est une actrice américaine.
Elle est surtout connue pour avoir joué le rôle de Kris Furillo dans la série Wildfire, ainsi que le rôle de Ruby dans la série Supernatural.

## Biographie
D'ascendances italienne, flamande et française, elle est l'aînée d'une fratrie de quatre enfants ; elle a une sœur, Sarah et deux frères, Ben et John. Elle a grandi à Sun Valley (Idaho) et a étudié à la Community School de Sun Valley avant d'intégrer l'université de New York.

### Carrière
Elle a joué dans des pièces de théâtre telles que Le Songe d'une nuit d'été, Vol au-dessus d'un nid de coucou, Crimes du cœur et la comédie musicale Joseph and the Amazing Technicolor Dreamcoat.
De 2005 à 2008, elle a tenu le rôle principal de Kris Furillo dans la série Wildfire aux côtés de Micah Alberti, Ryan Sypek, Nicole Tubiola (en), Nana Visitor et Greg Serano.
De 2008 à 2009, elle a tenu le rôle récurrent de Ruby dans la série Supernatural lors de la saison 4 aux côtés de Jensen Ackles et de son mari Jared Padalecki, rencontré sur le tournage. En 2011, elle revient lors d'un épisode très spécial lors de la saison 6, elle joue pas la démoniaque Ruby mais son propre rôle dans la vie, c'est-à-dire l'épouse de Jared Padalecki. En 2020, elle revient dans le rôle de Ruby lors d'un épisode spécial avec Danneel Ackles, la femme de Jensen Ackles.
Le 14 septembre 2020, elle est choisie pour jouer le rôle récurrent d'Emily Walker, la défunte épouse de Cordell Walker interprété par son mari Jared Padalecki dans la série Walker, reboot de la série télévisée Walker, Texas Ranger,.

### Vie privée

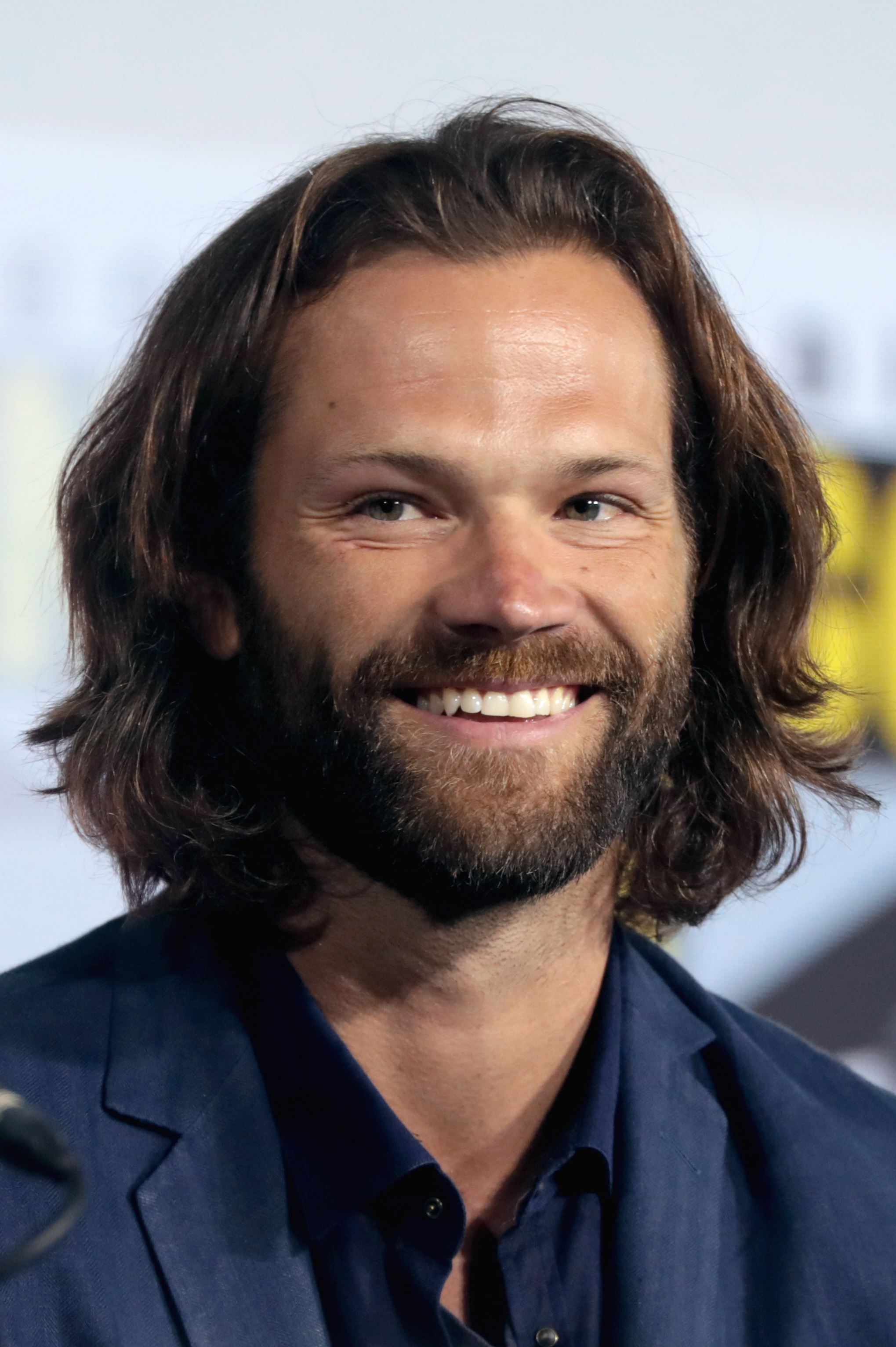
Son mari, Jared Padalecki en 2019.

Depuis janvier 2009, Genevieve est en couple avec l'acteur Jared Padalecki, qu'elle a rencontré sur le tournage de Supernatural. Ils se sont mariés le 27 février 2010 à Sun Valley (Idaho),.
Le couple a eu deux garçons et une fille : Thomas Colton (né le 19 mars 2012), Shepherd Austin (né le 22 décembre 2013), Odette Elliott (née le 17 mars 2017). La famille réside dans un ranch à Austin (Texas).

## Filmographie

### Cinéma
- 2004 : Death Valley de David Kebo et Rudi Liden : Amber
- 2005 : Kids in America de Josh Stolberg (en) : Ashley Harris
- 2006 : Bickford Shmeckler's Cool Ideas de Scott Lew : Toga girl.
- 2006 : Life Is Short de Riki Lindhome et Dori Oskowitz (Court-métrage) : Ashley.
- 2007 : Salted Nuts de Christopher Beatty : Jen.
- 2010 : Hated de Lee Madsen : Veronica

### Télévision
- 2005-2008 : Wildfire : Kris Furillo-Davis (rôle principal - 51 épisodes)
- 2005 : Dead Zone : Chloe (épisode 4, saison 4)
- 2008-2009 : Supernatural : Ruby (saison 4 - 11 épisodes)
- 2009-2010 : Flashforward : Tracy Stark (10 épisodes)
- 2011 : Supernatural : elle-même (épisode 15, The French Mistake - saison 6)
- 2020 : Supernatural : Ruby (épisode 13, saison 15)
- 2021-2024 : Walker : Emily Walker (rôle récurrent - 12 épisodes)

## Voix françaises
En France
- Marie-Eugénie Maréchal dans : (les séries télévisées)
  - Wildfire
  - Supernatural
  - Flashforward
  - Walker

## Distinctions

### Nominations
- 2011 : Reel Independent Film Extravaganza de la meilleure actrice dans un rôle principal dans un drame pour Hated (2010).

### Récompenses
- 2011 : Williamsburg International Film Festival de la meilleure actrice dans un drame pour Hated (2010).
- 2012 : Phenom Film Fest de la meilleure actrice dans un drame pour Hated (2010).
- 2012 : WilliFest de la meilleure actrice dans un drame pour Hated (2010).
- 2013 : FirstGlance Film Fest Hollywood de la meilleure actrice dans un drame pour Hated (2010).
- 2013 : Festival international du film de Newport de la meilleure actrice dans un drame pour Hated (2010).
- 2013 : Women's Independent Film Festival de la meilleure actrice dans un drame pour Hated (2010).